# 소니아 소토마요르
소니아 마리아 소토마요르(영어: Sonia Maria Sotomayor, 1954년 6월 25일 ~ )는 미국의 대법관이다.

## 생애
뉴욕 브롱크스에서 푸에르토리코 출신 부모 사이에서 태어났다. 프린스턴 대학교를 전액 장학생으로 입학했고 역사학을 전공하여 1976년 수마 쿰 라우데급의 최우수 성적으로 학사 학위를 취득했다. 1976년 가을에 예일 로스쿨에 입학했고 재학 중 예일 로저널의 편집인(editor)으로 선발되었다. 1979년 예일에서 J.D.(법학전문석사) 학위를 취득하였고 다음 해에 뉴욕주 변호사 시험에 합격하였다. 검사와 변호사를 거쳐 1991년 뉴욕주 남부를 관할하는 지방법원 판사로 임명되었고, 1997년 빌 클린턴 대통령에 의해 뉴욕 주·버몬트주·코네티컷주를 관할하는 연방 제2 항소법원 법관으로 임명되어 주목할만한 판결에 관여했다.
항소법원 판사로 재직 중 2009년 버락 오바마 대통령에 의해 미국의 대법관으로 지명되었다. 그의 진보적 성향과 이전의 논란이 될만한 발언으로 미국 내에서 대단한 논쟁을 불러일으켜 상원 인준이 지연되었다가 투병중인 에드워드 케네디 의원을 제외한 민주당 및 민주당 성향 무소속 의원 전원과 일부 공화당 의원들의 찬성으로 68대 31로 상원 인준을 통과, 8월 8일 연방 대법관으로 취임하였다. 그는 미국에서 여성으로는 사상 세 번째, 히스패닉으로는 사상 처음으로 연방 대법관 자리에 오른 인물이다.